# Фріас (Бургос)
Фріас (ісп. Frías) — муніципалітет в Іспанії, у складі автономної спільноти Кастилія-і-Леон, у провінції Бургос. Населення — 275 осіб (2010).
Муніципалітет розташований на відстані близько 260 км на північ від Мадрида, 55 км на північний схід від Бургоса.
На території муніципалітету розташовані такі населені пункти: (дані про населення за 2010 рік)
- Фріас: 218 осіб
- Кінтанасека: 29 осіб
- Тобера: 28 осіб

## Демографія
Динаміка населення (INE ):

## Галерея зображень

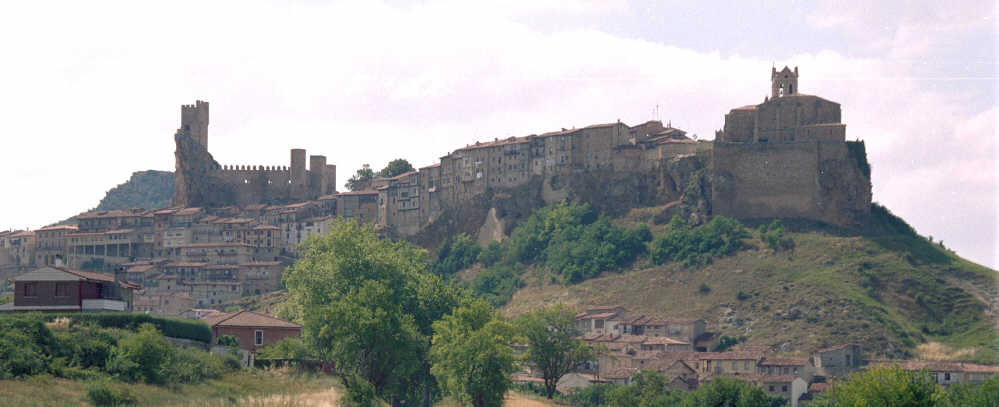
Фріас
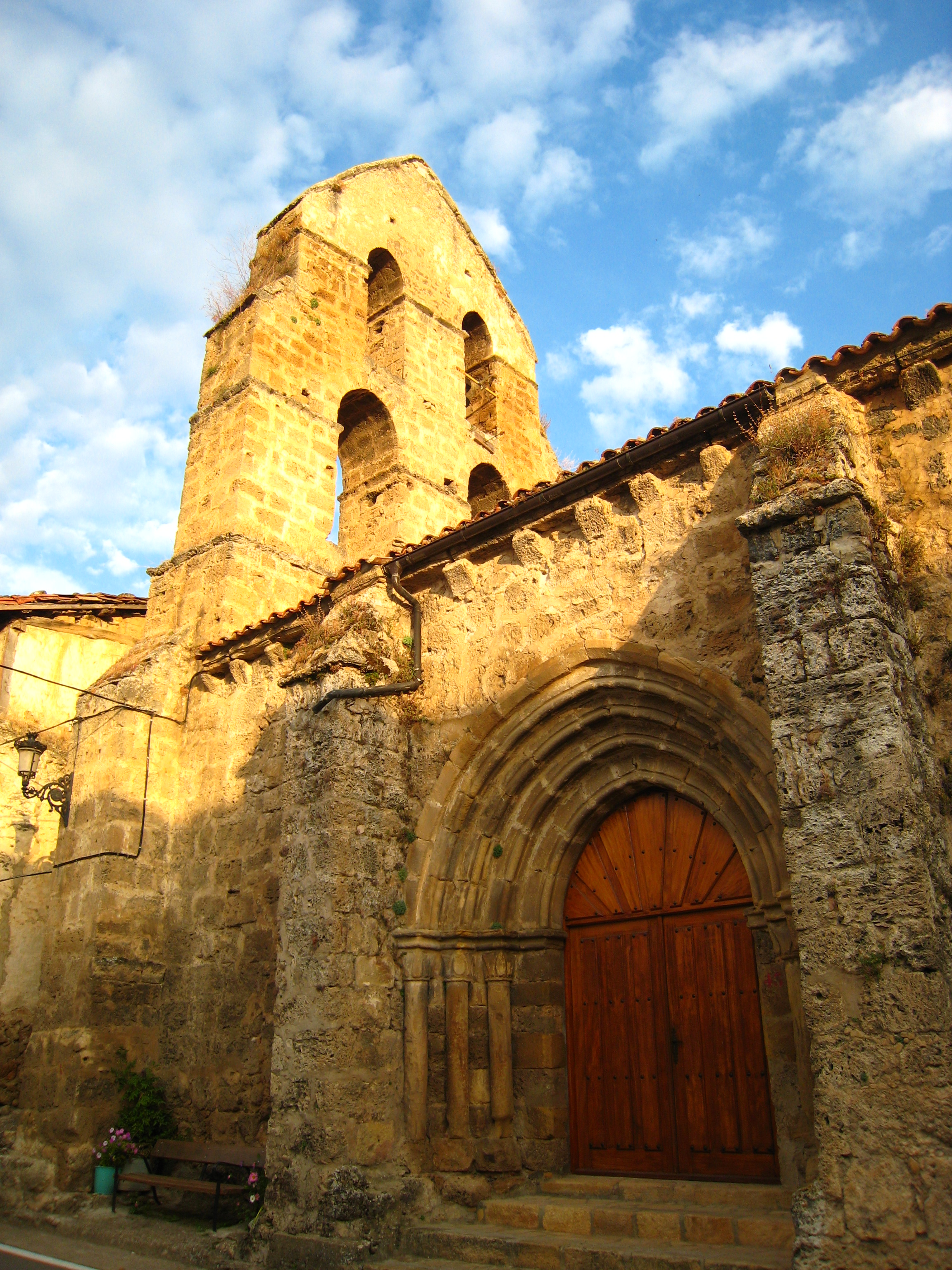
Церква Сан-Віторес